# Kreosol
Kreosol (nicht zu verwechseln mit Kresol) ist eine aromatische Verbindung. Man kann es als Methylderivat des Guajacols oder als Methoxyderivat des p-Kresols ansehen. Es ist ein Isomer zum Isokreosol, von dem es sich nur durch die Stellung der Methoxygruppe unterscheidet.

## Vorkommen
Kreosol findet sich hauptsächlich in Holzteerkreosot und in Holzteeren, den größten Gehalt besitzt Buchenholz, es entsteht aber auch neben Guajacol bei der trockenen Destillation des Guajakharzes und bildet eine dem Guajacol ähnliche Flüssigkeit, sowie im Pinoresinol. Es findet sich auch in Vanilleschoten, Ylang-Ylang (Cananga odorata), Echten Jasmin (Jasminum officinale), im Zedrachbaum (Melia azedarach) und im Pinus elliottii sowie im Stech-Wacholder (Juniperus oxycedrus) und Tabak, sowie vielen weiteren Nahrungsmitteln und Pflanzen.

## Darstellung
Kreosol kann aus Vanillin mit Zinkpulver und Salzsäure reduziert werden. Es entsteht auch durch den thermischen Abbau von Ferulasäure. Durch Etherspaltung entsteht 3,4-Dihydroxytoluol.

## Eigenschaften
Kreosol ist eine farblose bis gelbliche Flüssigkeit mit süßem, würzigem, leicht vanilleartigem Geruch.
Der pKs-Wert von 10,28 unterscheidet sich praktisch nicht vom p-Kresol mit 10,26; die zusätzliche Methoxygruppe hat also praktisch keinen Einfluss.

## Verwendung
Kreosol ist ein Repellent gegen Tsetsefliegen. Es wird für  Haarwachstumspräparate und Augenlotionen verwendet, es ist ein Antiseptikum und Desinfektionsmittel. Weiter wird es als Herbizid, in Waschmitteln und als Textilscheuermittel verwendet.